# Hüllhorst
Hüllhorst là một đô thị ở Minden-Lübbecke, trong Nordrhein-Westfalen, Đức. 
Hüllhorst tọa lạc về phía nam của Wiehengebirge, khoảng 5 km về phía đông nam của Lübbecke và 20 km về phía tây của Minden.

## Các đô thị giáp ranh
- Lübbecke
- Preußisch Oldendorf
- Hille
- Bad Oeynhausen
- Löhne
- Kirchlengern
- Rödinghausen

## Các khu vực dân cư
Hüllhorst có 9 khu vực dân cư (dân số thời điểm 31/12/2006):
- Ahlsen-Reineberg (1,009 dân)
- Bröderhausen (687 dân)
- Büttendorf (794 dân)
- Holsen (1.080 dân)
- Huchzen (45 dân)
- Hüllhorst (2.761 dân)
- Oberbauerschaft (2.998 dân)
- Schnathorst (2.850 dân)
- Tengern (2.038 dân)